# Sindre Henriksen
Sindre Henriksen (ur. 24 lipca 1992) – norweski łyżwiarz szybki, dwukrotny medalista mistrzostw świata.
Największy sukces w karierze osiągnął w 2017 roku, kiedy wspólnie z Simenem Spielerem Nilsenem i Sverre Lunde Pedersenem zdobył brązowy medal w biegu drużynowym podczas dystansowych mistrzostw świata w Gangneung. Na tej samej imprezie był też dwudziesty w biegach na 1000 i 1500 m. Był też ósmy na mistrzostwach Europy w wieloboju w Mińsku w 2016 roku i rozgrywanych rok później mistrzostwach Europy w wieloboju w Heerenveen. Na podium zawodów Pucharu Świata po raz pierwszy stanął 4 grudnia 2015 roku w Inzell, gdzie wraz z kolegami zajął drugie miejsce w biegu drużynowym.